# Partido Comunista de España (marxista-leninista)
El Partido Comunista de España (marxista-leninista), también conocido por sus siglas PCE (m-l), fue un partido político español de ideología comunista estalinista surgido en 1964 de una escisión en el Partido Comunista de España (PCE). Se enfrentó a la dictadura de Franco y fue el principal impulsor del Frente Revolucionario Antifascista y Patriota (FRAP), una organización conocida por haber asesinado a varios policías en los últimos años de la dictadura. Se opuso frontalmente a la reforma promovida por Adolfo Suárez y se excluyó del consenso alcanzado entre las principales fuerzas políticas durante la Transición. Tras la instauración de un régimen parlamentario y la aprobación de la amnistía, abandonó sus métodos violentos y fue legalizado en 1981. Su escaso éxito político le impulsó a autodisolverse en 1992.

## Antecedentes

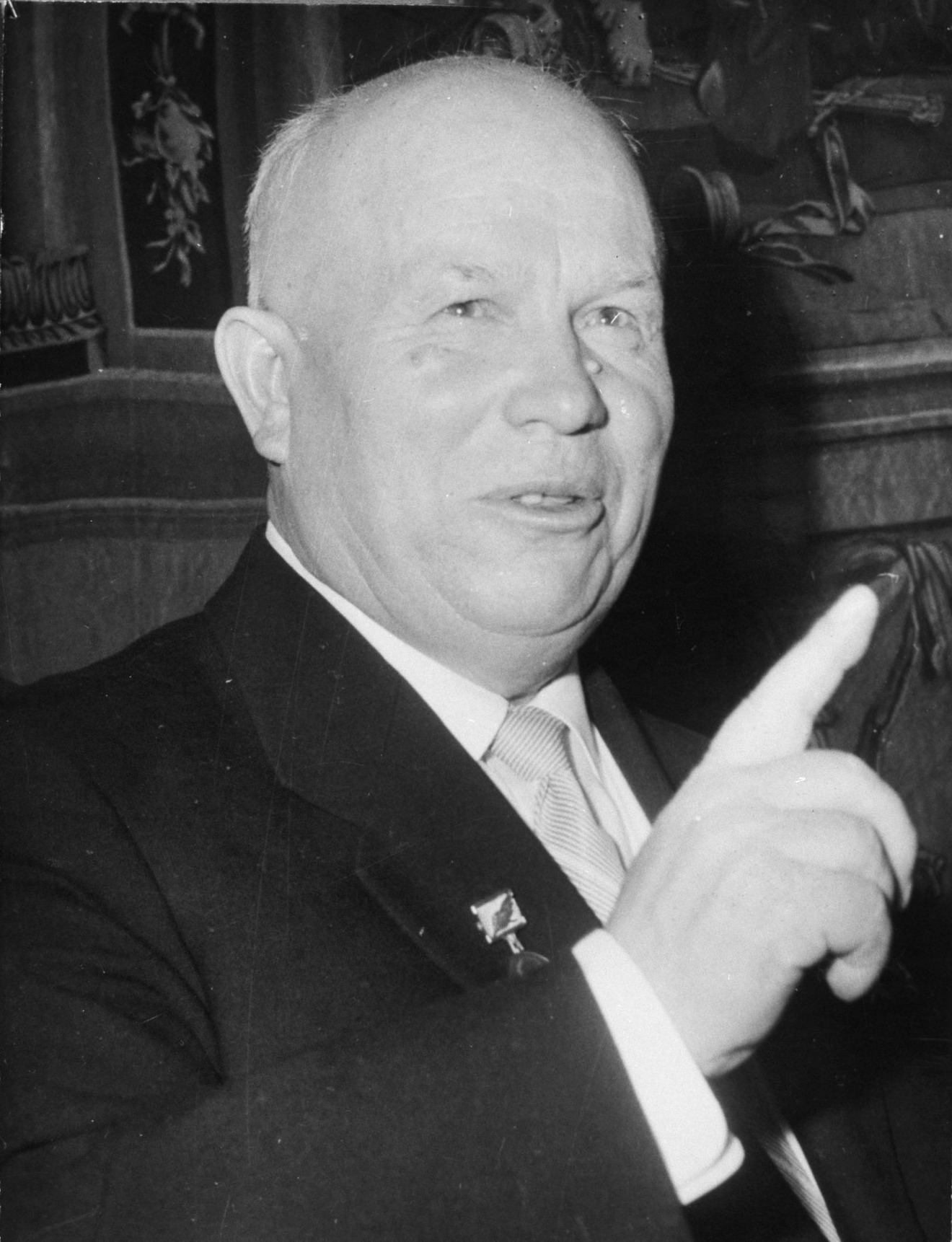
La oposición al proceso de desestalinización emprendido por Jrushchov fue uno de los principales motivos de la fundación del PCE (m-l)

En 1953 falleció Stalin y finalizó un ciclo en la Unión Soviética (URSS) y en el movimiento comunista. En 1956 el Partido Comunista de la Unión Soviética (PCUS) celebró su XX Congreso, que condenó tanto la política de terror como la de culto a la personalidad de Stalin. A este cambio se sumó la política de «coexistencia pacífica» defendida en el plano internacional por el nuevo líder soviético Nikita Jrushchov. Todo ello produjo la aparición de importantes divergencias acerca de los métodos que se debían utilizar para alcanzar el socialismo y el fin de la hegemonía que el PCUS había venido manteniendo sobre los partidos comunistas de todo el mundo. Las diferencias ideológicas originadas por este proceso de desestalinización produjeron un enfrentamiento entre el PCUS y el Partido Comunista de China (PCCh) — apoyado por el Partido del Trabajo de Albania — pues Mao Zedong seguía reivindicando la obra política de Stalin. Sin embargo, la disputa ideológica encubría la existencia de otra rivalidad basada en la defensa de intereses puramente nacionales entre la República Popular China y la URSS. La crisis se hizo patente desde 1960, pero estalló definitivamente en 1962, con la retirada de los expertos soviéticos de China.
Como consecuencia, desde 1963 se produjeron diversas escisiones en los partidos comunistas de todo el mundo, dando lugar a la aparición de diversos partidos que decían defender las esencias del marxismo-leninismo y que obtenían apoyo financiero de China y Albania. El primero de ellos fue el Partido Marxista-Leninista de Bélgica.
En España, el Partido Comunista de España (PCE) se mostró totalmente fiel al PCUS. En el plano interno, el PCE defendió desde 1956 la llamada «política de reconciliación nacional», que había supuesto el abandono de la vía armada para derribar la dictadura franquista y la adopción de métodos pacíficos. Desde 1963, varios sectores disconformes comenzaron a abandonar el PCE y a mantener contactos tanto con el partido belga como con diversas legaciones diplomáticas chinas.
Por estos motivos, a lo largo de 1963 y 1964 se fueron formando en el interior y en el entorno del PCE varios pequeños grupos disidentes que se movían en torno a cuatro publicaciones: a principios de 1963 se imprimió en Madrid el único número de El Proletario, en el que estaban Lorenzo Peña y Francisco Sandoval; ligeramente posterior fue el también clandestino Mundo Obrero Revolucionario, en el que trabajaba el militante conocido como «Suré», que había sido comisario político durante la guerra civil española; La Chispa se calificaba como el portavoz de la "Oposición Revolucionaria del PCE" y contaba con Elena Ódena; finalmente, desde Colombia se publicaba mensualmente España Democrática, con el veterano militante comunista Paulino García Moya, quien había sido miembro de la unidad miliciana del PCE conocida como «Quinto Regimiento».

## Formación (1964-1971)

### Nacimiento
Los días 3 y 4 de octubre de 1964 se celebró en Suiza una primera reunión en la que los cuatro grupos disidentes de comunistas españoles establecieron contacto. A principios de noviembre, una treintena de delegados se reunieron en el Teatro Alhambra de París, debatieron sobre la línea política a seguir y eligieron un Comité Central de veinte miembros. Ya en este primer momento se plantearon diferencias ideológicas por parte del grupo de «Suré», que se prolongaron durante las siguientes semanas. Finalmente, del 13 al 17 de diciembre se celebró en un garaje de Bruselas el primer pleno del Comité Central, en el que se constató la escisión del grupo disidente y fueron elegidos un Secretariado y un Comité Ejecutivo. En la dirección figuraban Elena Ódena, Raúl Marco y Paulino García Moya. Los dos primeros eran una pareja residente en Ginebra. Se trataba del primer partido surgido de una escisión del Partido Comunista de España desde que fuera fundado, y que es calificada habitualmente por las fuentes como «pro-china» en el contexto de la época. También es calificada en ocasiones como «maoísta».

### Evolución
Durante sus primeros años, el PCE (m-l) tuvo una muy reducida presencia dentro de España y estuvo marcado por las detenciones y las escisiones, muchas veces entre acusaciones de traición, ultraderechismo y fraccionalismo trotskista. Ya en diciembre de 1964 fueron detenidos por la Policía franquista los primeros activistas. En abril de 1965, otro grupo fue detenido al intentar difundir el primer ejemplar de Vanguardia Obrera. En septiembre de 1965, un sector de militantes encabezados por Fernando Crespo abandonaron el partido y crearon las Fuerzas Armadas Revolucionarias (FAR). A principios de 1966 fue detenido el mismo García Moya, con lo que Elena Odena y Raúl Marco se hicieron con el control de la dirección. En 1968 se produjo otra escisión protagonizada por los integrantes de «El Comunista». Ese mismo año, la entera organización del PCE (m-l) en el interior fue desmantelada por la policía. Finalmente, el partido se organizó basándose en el principio del centralismo democrático en torno a un comité central y un comité ejecutivo, pero sin un secretario general. En su lugar existía un secretariado integrado por tres personas, entre ellas Ódena y Marco, que actúan desde Ginebra.
Durante todo este tiempo, la dirección estuvo en el exterior, y recibió ayudas de China, Albania y el partido belga afín. Sin embargo, en agosto de 1970 se produjo la ruptura con el Partido Comunista de China, provocada tanto por razones tácticas debidas a una aproximación del PCCh al PCE tras abrazar este las tesis del eurocomunismo y distanciarse así del PCUS, como a diferencias ideológicas relacionadas con la defensa por Mao Zedong de la «teoría de los tres mundos». A partir de ese momento, dependió más del Partido del Trabajo de Albania de Enver Hoxha, del que siguió recibiendo apoyo económico y político. Recibió también ayuda de Argelia. Acabó estableciendo su sede central en Tirana, la capital de Albania, y haciendo de Radio Tirana el principal medio de promoción de sus ideas políticas.

### Ideario y estrategia política

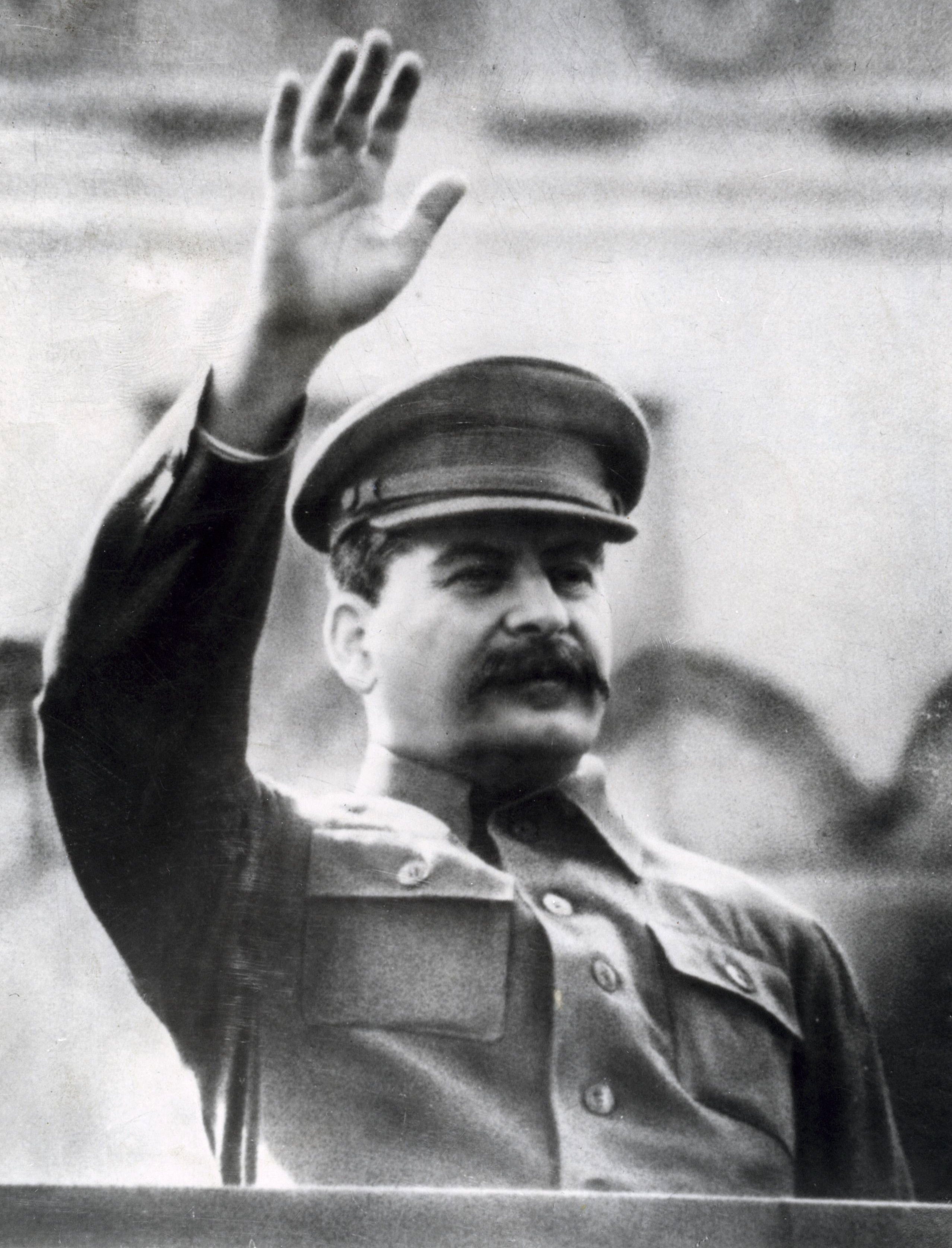
Stalin era la principal referencia ideológica del PCE (m-l).

Sus principales referencias ideológicas eran Lenin, Mao Zedong y — en menor medida — Stalin. Además, se basaba en la tradición histórica española de las guerrillas de la Guerra de la Independencia Española y del maquis de la década de 1940. Pero, sobre todo, enlazaba con la guerra civil española interpretada como Guerra Nacional Revolucionaria. Para acabar con la dictadura de Franco y la que consideraba dominación estadounidense contaba con las teorías sobre la «guerra popular prolongada» y la «democracia popular» elaboradas por Mao. Los instrumentos para lograr ese fin serían tres: el Partido, concebido como vanguardia de la clase obrera; un frente popular que incluye a las masas, a la pequeña burguesía y a algunos sectores de la burguesía; y un Ejército Popular capaz de enfrentarse a las Fuerzas Armadas de los Estados Unidos.
Desde un principio, el PCE (m-l) atacó sin descanso el «revisionismo» de la Unión Soviética y del Partido Comunista de España de Santiago Carrillo. A este último le calificaba habitualmente como «renegado», «antipatriota» y «agente de la burguesía». Consideraba que tanto la política de reconciliación nacional como el posterior «Pacto para la Libertad» no eran sino maniobras continuistas para maquillar el franquismo y permitir el mantenimiento del poder en manos de la oligarquía. Al mismo tiempo, defendía la labor de Stalin y negaba los crímenes de los que este venía siendo acusado desde su fallecimiento con estas palabras:

Los supuestos «crímenes» que los reaccionarios y los tránsfugas de la revolución imputan a Stalin, se refieren a que libró una lucha de clases consecuente contra todos aquellos que pretendían destruir el poder soviético desde dentro y compinchados con el enemigo exterior.

Por otra parte, el PCE (m-l) era el partido de la izquierda que con más radicalismo vinculaba la lucha contra el régimen de Franco con la lucha contra el imperialismo estadounidense. Consideraba que los Estados Unidos habían dado soporte a la dictadura a cambio de obtener el control económico de España. Ello, unido a la supuesta dominación militar obtenida con la instalación de varias bases aéreas y una naval en el territorio español, hacía que calificara al país como una «colonia» de EE. UU. Todo ello le permitía dotar a su proyecto revolucionario de un contenido fuertemente nacionalista. Este planteamiento desmesurado fue matizado en 1973 al referirse a España como «moderna semicolonia del imperialismo americano», si bien siguió siendo un eficaz reclamo para atraer a una juventud muy influida por el discurso anticolonialista de la época, que presentaba a los Estados Unidos como el enemigo principal.
El partido profesaba un marcado republicanismo y rechazaba la solución monárquica propuesta por el dictador en la persona del Príncipe de España Juan Carlos de Borbón por considerarla continuadora del régimen. No obstante, la república que defendía no era la instaurada en 1931, sino una república popular y federativa. Este último carácter no quiere decir que el PCE (m-l) promoviera los nacionalismos secesionistas. Por ello afirmaba que

no está de más recordar que la idea del separatismo a ultranza fue lanzada en el pasado por elementos nacionalistas de la gran burguesía estrechamente ligados a intereses extranjeros.
Dados los estrechos lazos históricos, geográficos, económicos, culturales y sociales existentes desde hace ya siglos entre los pueblos de Cataluña, Euzkadi, Galicia y los del resto de España, y los intereses comunes así creados, resulta evidente que en el momento en que, después de derrocada la Dictadura y expulsado el ocupante yanqui, esos pueblos puedan libremente decidir de sus propios destinos, lo harán permaneciendo unidos de manera autónoma en el Estado español, popular y federativo.

Desde su nacimiento, el nuevo partido alentó la táctica frentista en sus concepciones políticas de lucha contra la dictadura de Francisco Franco. Intentó trasladar al escenario español la estrategia seguida por Mao Zedong veinticinco años antes durante la ocupación japonesa de China: la creación de un frente amplio e interclasista dirigido por el partido comunista. Las ostensibles diferencias entre ambas situaciones no le disuadieron. De esta forma, se habla de un «Frente Democrático Nacional Revolucionario», a semejanza del creado por Mao. Hasta principios de 1966, los esfuerzos de Paulino García Moya y otros militantes en este sentido solo fructificaron en la construcción de una alianza con el Frente Español de Liberación Nacional creado por el antiguo ministro Julio Álvarez del Vayo.
En cuanto a su metodología, desde un principio defendió que la violencia revolucionaria era una «necesidad ineluctable» para la lucha antifranquista y la «lucha armada» fue para el partido una seña fundacional.
En 1968 enunció las que consideraba «leyes generales» de la revolución:

La ley general de todas las revoluciones en la historia: Sólo por la violencia puede abatirse el poder de las clases dominantes reaccionarias e implantar el poder de las clases revolucionarias (...)
Ley general de todas las revoluciones proletarias y populares (dirigidas por el proletariado): No solamente es necesario derrocar por la violencia a las clases dominantes reaccionarias, sino también destruir por la fuerza todo el aparato militar y burocrático de dichas clases (...)
Ley general de todas las revoluciones proletarias y populares en la época actual: No sólo es necesario la destrucción del aparato del Estado burgués mediante la insurrección popular armada, sino que es imprescindible, en general, una guerra popular de carácter prolongado, puesto que un aparato de represión tan fuerte, tan centralizado y organizado como el del capital financiero y sus lacayos, no se puede abatir de un golpe ni en unas cuantas batallas, sino que para derrocarlo es necesario un ejército popular, que sólo puede surgir y desarrollarse en la guerra revolucionaria.

Sus órganos de expresión fueron las publicaciones Vanguardia Obrera y Revolución Española.

## El FRAP (1971-1975)

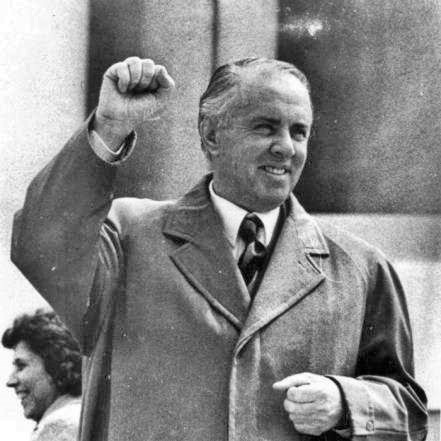
Tras su ruptura con Mao en 1970, el principal apoyo del PCE (m-l) fue el Partido del Trabajo de Albania liderado por Enver Hoxha.

### La gestación del FRAP
Las importantes movilizaciones de protesta nacionales e internacionales habidas con motivo del Proceso de Burgos convencieron al PCE (m-l) de que la crisis final del régimen de Franco estaba próxima, por lo que el partido debía dar un paso más en su estrategia revolucionaria. Se retomó la idea de crear un frente, que sería una combinación de los viejos frentes populares de los años 1930, el modelo maoísta de guerra popular permanente y la experiencia de los partisanos albaneses durante la Segunda Guerra Mundial. Para entonces, el partido había perdido a los militantes más veteranos que habían conocido la guerra civil, y sus dirigentes del exilio desconocían la realidad española de la época y seguían contemplando una España campesina como la de treinta y cinco años antes. Tampoco las diferencias entre España y China desanimaron al partido que, comentando un texto de Lin Biao sobre la Segunda revolución china, decía que «el hecho de que la proporción de la población campesina era superior en China, no modifica en modo alguno el fondo del problema». El Comité central afirmaba claramente que

como hemos dicho infinidad de veces, el Partido no renuncia a la lucha armada. Esta es una cuestión de principios, una línea de demarcación entre marxista-leninistas y revisionistas y oportunistas de todo tipo.

En enero de 1971 se celebró una reunión en la casa que Arthur Miller tenía en París. A ella asistieron Raúl Marco, Benita Fernández y E. Zújar en representación del PCE (m-l), así como representantes de los Comités Antiimperialistas (CAI) y del Frente Español de Liberación Nacional de Vanguardia Socialista. También asistió Julio Álvarez del Vayo, antiguo ministro de Estado de la República durante la guerra civil. En esta reunión se comenzó a gestar la creación de lo que luego sería el Frente Revolucionario Antifascista y Patriota. El día 31 del mismo mes se emitió un comunicado que anunciaba la formación de un Comité Coordinador pro-FRAP dedicado a crear dicho Frente y divulgaba sus seis objetivos:

- Derrocar a la dictadura fascista y expulsar al imperialismo yanqui mediante la lucha revolucionaria
- Establecimiento de una república popular y federativa que garantice las libertades democráticas para el pueblo y los derechos para las minorías nacionales
- Nacionalización de los bienes monopolísticos extranjeros y confiscación de los bienes de la oligarquía
- Profunda reforma agraria, sobre la base de la confiscación de los grandes latifundios
- Liquidación de los restos del colonialismo español
- Formación de un ejército al servicio del pueblo.

El comunicado de constitución del FRAP aparecía firmado por el PCE (m-l) y sus «organizaciones de masas» afines: la Oposición Sindical Obrera (OSO), la Federación Universitaria Democrática Española (FUDE), la Unión Popular de Mujeres (UPM), las Comisiones de Barrio (COB), la Federación de Estudiantes Demócratas de Enseñanza Media (FEDEM), la Unión Popular de Profesores Demócratas (UPPD) y las Agrupaciones de Jóvenes Comunistas (marxistas-leninistas). La única organización firmante que era ajena al partido fue la de Álvarez del Vayo.
En abril de 1973, el partido celebró su I Congreso en Italia. La formación del FRAP seguía siendo su principal preocupación. Al respecto, se acordó lo siguiente:

En la etapa actual de la revolución, los objetivos del FRAP, plasmados en sus seis puntos... se conjugan con los del Partido. El FRAP y el Partido tienen en esta fase objetivos inmediatos comunes, que lo son también a todos los explotados o perjudicados por el yanqui-franquismo. Por ello, en el FRAP tienen cabida todas las fuerzas, sectores, capas y clases que son, en una u otra forma, oprimidas o explotadas por la oligarqula y el imperialismo yanqui y que quieren sacudirse ese yugo.

### El inicio de la violencia
Pocos días después, el PCE (m-l) y el Comité Coordinador pro-FRAP convocaron a sus simpatizantes a una manifestación que se celebraría el Primero de Mayo de 1973 en la Plaza de Antón Martín. Los manifestantes, armados con palos, piedras, barras de hierro y navajas, se fueron concentrando en pequeños grupos a pesar del despliegue policial. Los organizadores habían preparado servicios asistenciales con la colaboración de médicos y enfermeros afines en previsión de lo que iba a suceder. A las 19:30 horas, los reunidos comenzaron a manifestarse y, al intervenir la policía, se produjo un violento enfrentamiento. Como consecuencia, falleció de una puñalada el subinspector Juan Antonio Fernández y resultaron heridos el inspector López García y el agente Per Abat Castro. Aunque se trata del primer asesinato atribuido tradicionalmente al FRAP, esta organización no existía todavía formalmente. En total, una veintena de agentes de policía resultaron heridos de diversa consideración, lo que fue presentado por los organizadores como ejercicio de autodefensa: «los grupos de protección de las manifestaciones han respondido con la violencia revolucionaria a la violencia fascista». Además, el Comité avanzaba que el hecho debía ser interpretado como el «comienzo de la justicia popular que empieza ya a organizarse en toda España». Es claro que la muerte que tuvo lugar no fue fruto accidental de un enfrentamiento entre manifestantes y policía, sino resultado de las instrucciones transmitidas por el partido.
Los hechos desencadenaron una pronta represión policial y el abandono de parte de la militancia. Muchos de los jóvenes que se habían aproximado al FRAP desconocían el pasado de la organización que lo impulsaba. Ante la pérdida de activistas, el FRAP pasará a convertirse en una mera organización de combate del partido. Numerosos militantes fueron detenidos y torturados en dependencias policiales, lo que hizo que aumentara también la actividad de respuesta del embrión del FRAP. El 30 de agosto fue detenido en Reus Cipriano Martos; sometido a durísimos interrogatorios, acabó falleciendo el 17 de septiembre a consecuencia de habérsele obligado a beber el contenido de un cóctel molotov. En octubre, la Oposición Sindical Obrera (OSO) —pequeña organización sindical controlada por el PCE (m-l)— convocó una huelga en el sector de la construcción de Madrid.
Finalmente, el FRAP fue fundado oficialmente en noviembre de 1973 en París. En los casi tres años transcurridos, el PCE (m-l) no había conseguido incorporar a ninguna otra fuerza política al Frente. Por consiguiente, el FRAP fue creación casi exclusiva del partido hasta el punto de que las actuaciones de ambos son difíciles de deslindar y tienden a ser confundidas. No obstante, entre 1973 y 1975 fue una de las organizaciones de la extrema izquierda más activas en las universidades, institutos y ciertos barrios obreros de Madrid.

### Radicalización
En enero de 1974, el FRAP hizo pública su formación proclamando los mismos seis puntos de 1971. En agosto de ese año, y como reacción contra el surgimiento de la Junta Democrática, PCE (m-l) y FRAP intentaron promover sin éxito la creación de Comités de Unidad Popular (CUP). A pesar del auge del rechazo a la dictadura, el partido se encontraba alejado de las demás fuerzas de oposición, lo que favoreció que profundizara en el uso de tácticas violentas. Sus dos últimas creaciones, FRAP y CUP, carecían de apoyo social. Su simpatía por la violencia se puso de manifiesto al declarar que el asesinato del almirante Carrero Blanco por ETA había sido «un acto de justicia». Fue un período de consolidación del partido con vistas a la campaña de atentados que se preparaba y que la dirección confiaba en que fuese el detonante de la revolución. De esta manera, a lo largo del año el FRAP fue radicalizando sus acciones debido a la convicción del PCE (m-l) de que se estaba en una situación propicia para desencadenar un movimiento revolucionario. Así se distanciaba aún más de la estrategia del PCE, que había creado la Junta Democrática como intento de aglutinar a la oposición para buscar un proceso de ruptura negociada que condujera a un régimen parlamentario.
El 1 de mayo de 1975, el partido emitió un llamamiento en el que afirmaba que «la clase obrera siente, cada vez con mayor fuerza, la necesidad de defenderse de la violencia fascista con su propia violencia revolucionaria». Los términos «revolución» y «lucha de clases» iban siendo sustituidos en su lenguaje por los de «violencia revolucionaria» y «violencia de clase». Durante esa primavera culminaría el proceso al tomar el FRAP la decisión de organizar grupos de combate para dar un salto cualitativo en la actuación violenta: se realizaron robos de armas, atracos a mano armada, ataques a empresas con conflictos laborales y a instituciones oficiales. Un comando intentó asaltar la sede del diario Ya; el 14 de julio fue asesinado un agente de la Policía Armada; días después, otro policía fue gravemente herido; en agosto, fue asesinado un teniente de la Guardia Civil. En total, tres policías murieron ese año a manos del FRAP. Aunque los atentados habían sido cometidos por los «Grupos de Combate» del Frente, fueron reivindicados por el FRAP, lo que hizo que este fuera percibido como un grupo armado y no como un frente político.
La respuesta del régimen fue contundente: tres militantes del FRAP —José Humberto Baena Alonso, José Luis Sánchez Bravo y Ramón García Sanz— fueron fusilados el 27 de septiembre junto con dos miembros de ETA en lo que fueron las últimas ejecuciones en vida de Franco. El hecho tuvo una amplia repercusión internacional y la fuerte repulsa motivó una última multitudinaria manifestación de apoyo al dictador el 1 de octubre en la Plaza de Oriente. Poco después, el 20 de noviembre, falleció Franco. La represión prácticamente acabó con la operatividad del FRAP como organización armada. Prueba de la intensidad de la represión sobre el FRAP es el hecho de que, entre 1975 y 1976, el Tribunal de Orden Público (TOP) dictó 49 sentencias contra militantes suyos o del PCE (m-l), un número que supera a las demás fuerzas de oposición salvo ETA.

## La Transición (1975-1978)

La sustitución de Franco por el rey Juan Carlos no cambió la postura del PCE (m-l), ya que lo consideró continuador del dictador.

### Represión y disminución de la violencia
Para el PCE (m-l), la actuación violenta del FRAP no supuso la conexión con las masas populares —como era su intención— sino un mayor alejamiento. Muchos militantes fueron detenidos y otros se vieron forzados a exiliarse. El partido fue objeto preferente de la represión por el Tribunal de Orden Público, la Federación Universitaria Democrática Española (FUDE) había sido prácticamente desmantelada y la actividad política se encauzó a través de la Oposición Sindical Obrera (OSO), con cierta implantación en los sectores de construcción, metal, sanidad y textil. Los dos o trescientos militantes del área de Madrid se organizaban en cuatro comités de zona y estos, a su vez, en células territoriales. Había también sendas células de fábrica en las factorías de Standard y Pegaso. La represión hizo que el partido quedara inactivo en el interior, aunque sus actos de protesta le permitieron cierta actividad y recuperación en el exterior. En julio de 1976 celebró en París su II Conferencia Nacional, durante la que saltó el enfrentamiento, dando como resultado el abandono del partido por la mayor parte de los militantes y cuadros del interior, e incluso por algunos dirigentes. Muchos de ellos se pasaron a la Organización Revolucionaria de Trabajadores (ORT). Fueron calificados por el PCE (m-l) como «oportunistas sin principios», «provocadores liquidacionistas», «fraccionalistas trotskistas» y «terroristas». El partido decidió que, dada «la desigual correlación de fuerzas entre quienes están por la lucha y la liquidación del régimen y quienes, desde el PSOE y aún más el PCE, propician pacto tras pacto», había que renunciar a la «lucha armada». Como consecuencia, los «grupos de combate» del FRAP dejaron de atentar contra policías y se dedicaron a realizar atracos a bancos y empresas para obtener financiación.
De esta forma, durante la transición española a la democracia el PCE(m-l) careció de una organización estable que le permitiera intervenir en el proceso. No obstante, siguió movilizándose continuamente contra el nuevo régimen monárquico que se estaba asentando, reivindicando una ruptura total con el franquismo, que se juzgasen los crímenes cometidos durante dicho período y que se avanzase hacia una nueva república en España. Ello le hizo quedar al margen de la plataforma unitaria de la oposición, la Coordinación Democrática o Platajunta, en la que participaban el PCE, el PSOE y otras fuerzas que acabaron negociando la Reforma con el presidente Suárez. Por tal motivo, a sus tradicionales acusaciones contra Santiago Carrillo unieron entonces las hechas a Felipe González —líder de los «elementos antipopulares del PSOE»—, Enrique Tierno Galván —«socialfascista»—, Rodolfo Llopis —«reliquia socialtraidora»— y otros líderes políticos de la izquierda.

### La Convención Republicana de los Pueblos de España
A diferencia de otros partidos de la extrema izquierda, el PCE (m-l) rechazó abruptamente incorporarse a las plataformas unitarias de la oposición. Calificó a la Junta Democrática y a la Plataforma de Convergencia Democrática como «un estercolero», «un amasijo de colaboradores del monarco-fascismo que se empeña en apuntalar al franquismo sin Franco». Rechazó frontalmente la monarquía de Juan Carlos como símbolo de lo que entendía como ausencia de desmantelamiento del Estado franquista. Tras los sucesos de Vitoria de marzo de 1976 en los que murieron cinco personas, el partido lanzó la propuesta de intensificar la lucha en favor de la república y organizar «grupos de autodefensa» para enfrentarse a la policía y a los «grupos fascistas parapoliciales».

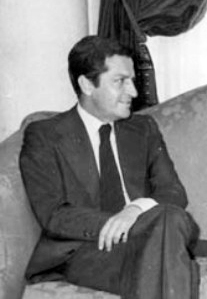
Adolfo Suárez. El PCE (m-l) se opuso a su Reforma de la dictadura, pero el presidente logró culminar la transición a un régimen parlamentario.

El rechazo se extendió a la nueva y más amplia Coordinación Democrática o Platajunta, a la que calificó como «tinglado colaboracionista» con la dictadura y de la que dijo que no representaba a «las amplias masas auténticamente republicanas y antifascistas». Para su nueva orientación política, el partido optó por ir desactivando al FRAP y creó en junio de 1976 la Convención Republicana de los Pueblos de España (CRPE), una nueva organización controlada por el partido y sus organizaciones satélites alternativa a la Platajunta, con una naturaleza marcadamente republicana y partidaria de crear tribunales cívicos para enjuiciar los presuntos delitos cometidos durante la dictadura. La Convención consideraba que bajo la monarquía no podía haber libertades y promovía la implantación de una «república federativa». Defendía el derecho de autodeterminación de las nacionalidades, la amnistía, la anulación de los juicios a los «luchadores antifranquistas», la disolución de los cuerpos represivos, el castigo a los responsables de la represión y la depuración de las Fuerzas Armadas. Para complementarla, se promovió la creación de agrupaciones republicanas clandestinas en empresas, barrios y municipios con el objetivo de implantar un «Gobierno Provisional Republicano». Sin embargo, tales organismos no lograron alcanzar sectores ajenos al propio PCE (m-l). Dicha república era entendida por el partido como el primer paso para establecer la dictadura del proletariado.
La Convención rechazó la celebración de cualquier referéndum o elección que pudiera ser convocado por la monarquía, ya que su naturaleza «terrorista y dictatorial» impediría que fueran democráticos. Renunciaba a cualquier compromiso con la «monarquía fascista» y su objetivo era destruir el aparato estatal procedente de la dictadura. Participó en las grandes manifestaciones unitarias de la oposición enarbolando la bandera republicana, emblema particularmente perseguido por la policía. Pese a sus afirmaciones acerca del amplio apoyo del republicanismo, lo cierto es que no consiguió organizar protestas masivas a favor de sus tesis. Cuando el gobierno de Adolfo Suárez tramitaba la Ley para la Reforma Política, el PCE (m-l) y la CRPE apoyaron la convocatoria de huelga general convocada por Comisiones Obreras, UGT y USO para el día 12 de noviembre en contra de la reforma y a favor de la ruptura. Además, convocaron por su cuenta una manifestación republicana en la glorieta de Cuatro Caminos. Aunque la huelga fue la mayor habida en España desde el inicio de la dictadura, no consiguió derrotar al Gobierno, que logró que la ley fuera aprobada por las Cortes y convocó un referéndum para ratificarla. Como el resto de la oposición, el PCE (m-l) propugnó la abstención en la consulta. Sin embargo, según los datos oficiales, la participación alcanzó un 77,7%, el voto favorable fue del 97,4% y el Gobierno salió notablemente reforzado por el resultado.

### Petición de amnistía
Durante el año 1977, la reivindicación más repetida fue la de amnistía total. El domingo 16 de enero, el PCE (m-l), el FRAP y la CRPE convocaron una manifestación en la Plaza de España en demanda de una amnistía que fue prohibida por el Ministerio del Interior. Según el propio partido, varios miles de personas se reunieron e intentaron formar la protesta; a las cargas de la policía y de grupos ultraderechistas, los manifestantes respondieron arrojando piedras y cócteles molotov. Ese mes fue muy tenso debido a varios hechos: la manifestación más amplia del 23 en la que murió uno de los manifestantes a manos de la Triple A; el paro universitario del día siguiente durante el que una alumna murió a manos de la policía; la matanza de Atocha en la que cinco personas vinculadas a Comisiones Obreras fueron asesinadas por terroristas de extrema derecha; los secuestros de José María Oriol y el general Villaescusa a manos de los GRAPO; los asesinatos de cuatro policías a manos de este mismo grupo armado y la nueva huelga general del día 26. El PCE (m-l) tildaba a los GRAPO de «fascistas» y «provocadores», pero no lamentaban las muertes de los policías por ser «enemigos del pueblo».
El 14 de marzo, el gobierno de Suárez amplió la amnistía que había aprobado el 30 de julio del año anterior, con lo que numerosos presos políticos fueron excarcelados. El 14 de abril, aniversario de la proclamación de la II República, el PCE (m-l), la CRPE y la OSO convocaron una huelga general reclamando la instauración de un gobierno provisional republicano y en contra de la convocatoria de elecciones por el Gobierno. El paro tuvo escaso seguimiento, pero un intento de manifestación en la Plaza de España dio lugar a enfrentamientos que duraron más de una hora. Hubo 32 detenidos en Madrid y un centenar en toda España, y consecuentes denuncias de torturas por su parte.
En mayo, los sucesos de la semana pro-amnistía del País Vasco y Navarra hicieron que la izquierda radical convocara protestas en otros lugares. El FRAP, junto con CNT, LCR y otras organizaciones, convocó una manifestación en Madrid. El día 27, el PCE (m-l) convocó otra protesta que acabó con los habituales enfrentamientos y con nueve detenidos, siete de los cuales denunciarían después haber sido objeto de malos tratos.

### Frente al Parlamento electo
El presidente Suárez convocó elecciones para el 15 de junio. Los partidos situados a la izquierda del PCE y los republicanos seguían siendo ilegales, pero se les permitió presentarse a las elecciones bajo otra denominación. Sin embargo, el PCE (m-l) decidió no presentar candidaturas y llamó al boicot pidiendo la abstención. Siguió argumentando que la monarquía era la continuación de la dictadura de Franco, que las elecciones no serían libres si no se nombraba un gobierno provisional republicano y que los partidos republicanos estaban prohibidos.. Tras los comicios, el partido sostuvo que habían sido celebrados sin garantías y los calificó como «farsa electoral»; en consecuencia, no reconoció los resultados.
El partido celebró su II Congreso del 23 al 26 de junio con asistencia de doscientos delegados. Además de aplaudir el mensaje de apoyo de Enver Hoxha, el congreso valoró positivamente la anterior fase de lucha armada, decidió seguir impulsando el FRAP y la Convención Republicana, aprobó continuar con la depuración del partido de «elementos derechistas y oportunistas» y adoptó otras resoluciones sobre diversas cuestiones políticas. La principal diferencia con las «depuraciones» habidas en otros partidos es que en los disidentes del PCE (m-l) fueron objeto de ataques violentos. Los «grupos de combate» del FRAP intentaron asesinar a un antiguo militante que se había pasado a la ORT, aunque el Frente negó las acusaciones. En un homenaje a los últimos fusilados por la dictadura, dos exmiembros del Frente fueron agredidos por sus antiguos compañeros y recibieron una paliza. A diferencia del anterior atentado, este sí fue reconocido por la organización. Un centenar de antiguos militantes hicieron público un comunicado denunciando los hechos y afirmando que el partido les había condenado a muerte. El Congreso no ofreció cambios estratégicos relevantes. Se siguió defendiendo la lucha armada, que marcaba la diferencia entre los auténticos marxistas-leninistas y los «oportunistas y revisionistas». Y ello a pesar de que —salvo las agresiones mencionadas— los «grupos de combate» del FRAP no habían cometido atentados desde 1975 y se limitaban a perpetrar atracos a bancos y empresas. En el ámbito internacional, se ratificó la ruptura con China y el rechazo a la teoría de los tres mundos y se reafirmó la alianza con el Partido del Trabajo de Albania. Y, a pesar de que la monarquía ahora parlamentaria ofrecía cada vez mayores libertades, se siguió apostando por la ruptura, la proclamación de la república y el desmantelamiento del régimen.
Tras el Congreso, el partido experimentó cierto crecimiento. Vanguardia Obrera pasó a publicarse semanalmente y a los actos de la organización en Madrid solían acudir un millar de personas. Además, la Asociación Obrera Asambleísta (AOA), promovida por el partido, consiguió ser legalizada. La AOA coexistió por un tiempo con la OSO defendiendo la participación obrera a través de asambleas de centro de trabajo. En las elecciones sindicales de 1978 consiguió unos 300 delegados en Madrid. Sin embargo, era una mera correa de transmisión del partido, y su defensa de las tesis políticas de este no estaba respaldada por una estrategia sindical solvente.
El PCE (m-l) siguió batallando por la amnistía. En agosto de 1977, el FRAP organizó una manifestación pidiendo la libertad de los presos políticos. Puesto que la policía ocupó el lugar establecido para el inicio de la marcha, los manifestantes se dirigieron a un segundo lugar ya preestablecido donde exhibieron las habituales banderas republicanas. Los policías y los guerrilleros de Cristo Rey fueron recibidos con cócteles molotov. Finalmente, el 15 de octubre fue aprobada la Ley de Amnistía que liberó a la mayoría de los presos políticos que todavía estaban encarcelados. Poco después, los militantes marxistas-leninistas presos comenzaron a ser excarcelados. Pese a ello, el partido se opuso a la Ley porque entendía que excluía a algunos represaliados por la dictadura (como los condenados por ser miembros de la Unión Militar Democrática, por homosexualidad, adulterio o aborto) y porque incluía a los funcionarios del régimen de Franco a los que consideraba había que juzgar.

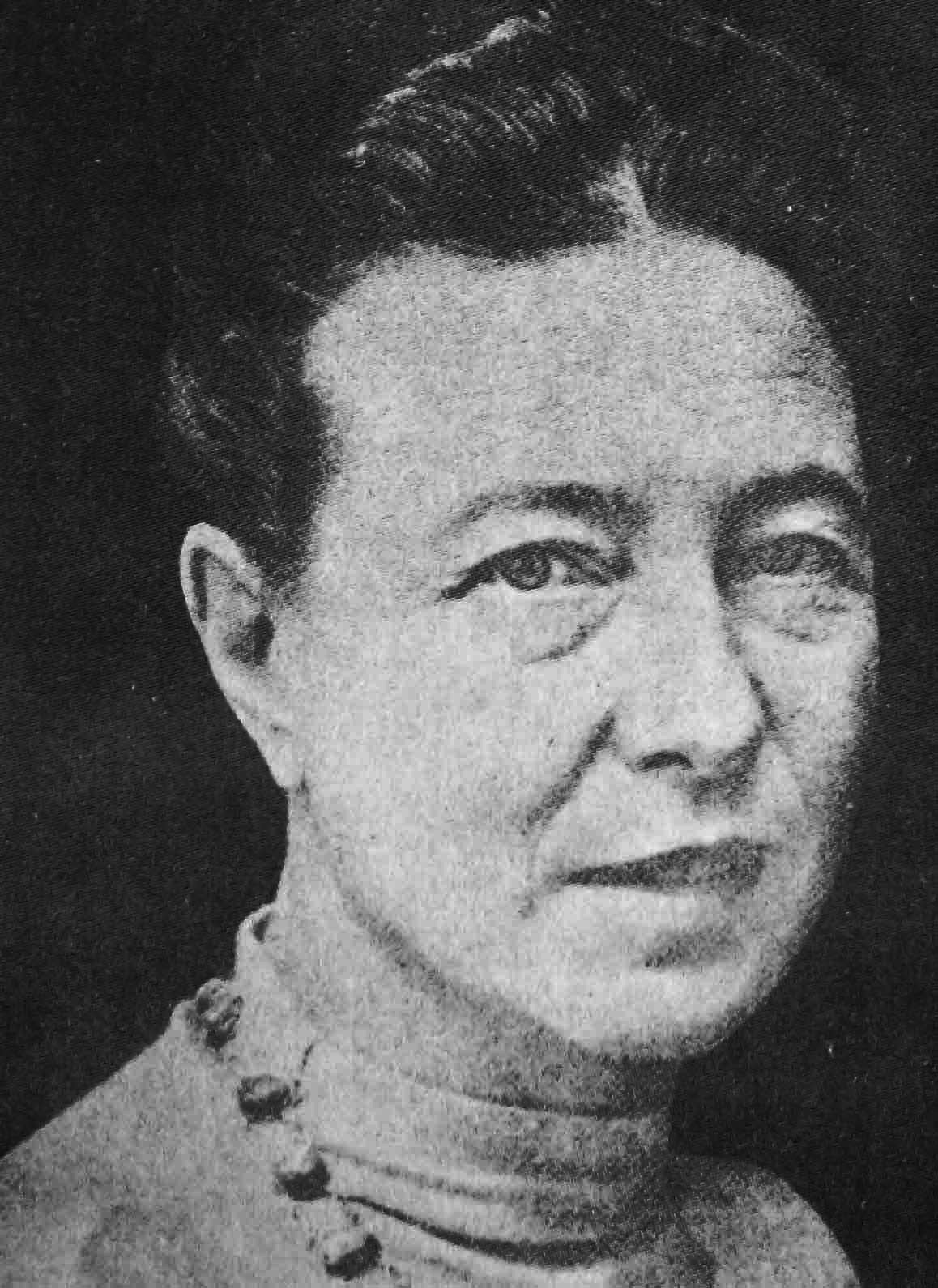
La escritora francesa Simone de Beauvoir fue una de las personalidades que apoyaron la legalización de la Convención Republicana de los Pueblos de España

Poco después, el mismo PCE (m-l) cambió su criterio y consideró solicitar la legalización a las autoridades. Hasta entonces había considerado que tal comportamiento suponía «someterse y apoyar la ilegítima monarquía». Pero la cambiante situación postelectoral le movió a ello. La organización promovió manifestaciones el 14 de abril de 1978, aniversario de la proclamación de la República, que, a diferencia de las convocadas por la tradicional Acción Republicana Democrática Española (ARDE), se caracterizaron por los enfrentamientos violentos con la policía. Cuando participaba en manifestaciones conjuntas con otros partidos de oposición, no era extraño que surgieran incidentes con el PCE u otros grupos de la izquierda. En mayo de 1978, el partido solicitó formalmente la legalización. Sin embargo, las autoridades se negaron y declararon ilegales al partido, el FRAP y la CRPE. Ante esta situación, la Convención recibió apoyos nacionales e internacionales, como el de los escritores franceses Simone de Beauvoir y Claude Bourdet. Para reafirmar su deseo de salir a la luz, el partido abrió una veintena de sedes en distintas ciudades, lo que conllevó un gasto que era satisfecho gracias a los atracos del FRAP. Ese año, el PCE (m-l) decidió definitivamente poner fin a las actividades del FRAP, cuyos «grupos de combate» habían sido definitivamente desarticulados por la policía. En septiembre, un Pleno Nacional de la Convención Republicana fue suspendido por las autoridades, dando lugar esta vez a protestas de grupos ajenos al propio PCE (m-l). En noviembre propuso la creación de un «Tribunal Cívico Internacional de Crímenes Franquistas» para examinar «todas las manifestaciones de la represión franquista»; los promotores fueron detenidos una vez más acusados de colaborar con el FRAP.
En cuanto al terrorismo, la actitud del PCE (m-l) fue distinta a la de otros partidos de la izquierda revolucionaria. Consideraba que el «verdadero terrorismo» era el practicado por los grupos de extrema derecha y por los mismos cuerpos policiales, y creía que las manifestaciones antiterroristas servían para «respaldar y apoyar la actividad terrorista del Poder» y «dar carta blanca» a la represión policial. En la manifestación antiterrorista del 10 de noviembre de 1978 —convocada por un amplio abanico de partidos que iban desde la UCD hasta la ORT— el partido repartió octavillas denunciando la ausencia de depuración del aparato del Estado franquista y consiguió que se corease la consigna «vosotros, fascistas, sois los terroristas».
Las Cortes pluripartidistas aprobaron una constitución y se convocó un referéndum para ratificarla a celebrar el 6 de diciembre de 1978. El PCE (m-l) se posicionó frontalmente en contra porque consideraba que la nueva ley fundamental sancionaba una monarquía «cuya única legitimidad era la voluntad del dictador», negaba el derecho de autodeterminación e imponía el sistema capitalista bajo la fórmula de «economía de mercado». Además, criticaba que no se reconocieran expresamente el control de natalidad, el aborto inducido y el divorcio, mientras que se permitía la financiación de la Iglesia católica con fondos públicos. También censuraba el contenido del artículo 10 por entender que concedía a las Fuerzas Armadas la labor de impedir el derecho de autodeterminación de las nacionalidades. Por tales motivos, pidió el voto negativo en el referéndum. Durante la campaña, organizó un mitin en el Pozo del Tío Raimundo al que asistieron unas quinientas personas según los organizadores. Pero la realidad le fue una vez más adversa.

## Decadencia (1979-1992)
En las elecciones legislativas y en las municipales de 1979 el PCE (m-l) —todavía ilegal— participó a través de candidaturas denominadas «Izquierda Republicana», pero solo obtuvo resultados puramente testimoniales: 55.384 votos en toda España, un 0,31% del total. Todavía en marzo de 1980 participó junto a otros partidos de la extrema izquierda en la organización de una manifestación en el barrio de Malasaña contra las agresiones de la extrema derecha a la que consiguieron que se sumaran el PCE y el PSOE y que congregó a más de 6000 personas. No obstante, su legalización fue retrasada por el Gobierno. El partido recurrió ante los tribunales la negativa administrativa a su inscripción en el Registro de partidos y un juzgado de Madrid estimó en diciembre de 1979 su demanda e instó al ejecutivo a inscribir al partido. Pero el Gobierno recurrió la sentencia. Finalmente, una resolución del Tribunal Constitucional puso fin al contencioso en febrero de 1981 obligando a la legalización.
En febrero de 1982 el PCE (m-l) sufrió una nueva escisión que le debilitó considerablemente. Una parte de los disidentes se uniría al PSOE. En septiembre del mismo año consiguió la legalización la Convención Republicana de los Pueblos de España, pero solo para cesar definitivamente su actividad poco después, cansados sus miembros de no obtener ningún resultado. Ya legal, el partido pudo presentarse por primera vez con su propio nombre a las elecciones legislativas de 1982, a pesar de que el ministro del Interior requirió al Fiscal general del Estado que solicitara su ilegalización. Sus candidaturas obtuvieron solo 23.186 votos, un 0,11% de los sufragios emitidos. Un resultado sensiblemente inferior al obtenido en 1979.
A partir de su legalización, el PCE (m-l) se encontró en una difícil situación provocada por su absoluta ausencia de representación institucional y nunca recuperó la notoriedad que la violencia del FRAP le había otorgado durante los últimos años de la dictadura. Su editorial, Ediciones Vanguardia Obrera, se dedicó a difundir las obras de Stalin. Finalmente, la nueva situación provocada por la disolución de la Unión Soviética y la caída de los regímenes comunistas de Europa Oriental le llevaron a autodisolverse en 1992.

## Trascendencia

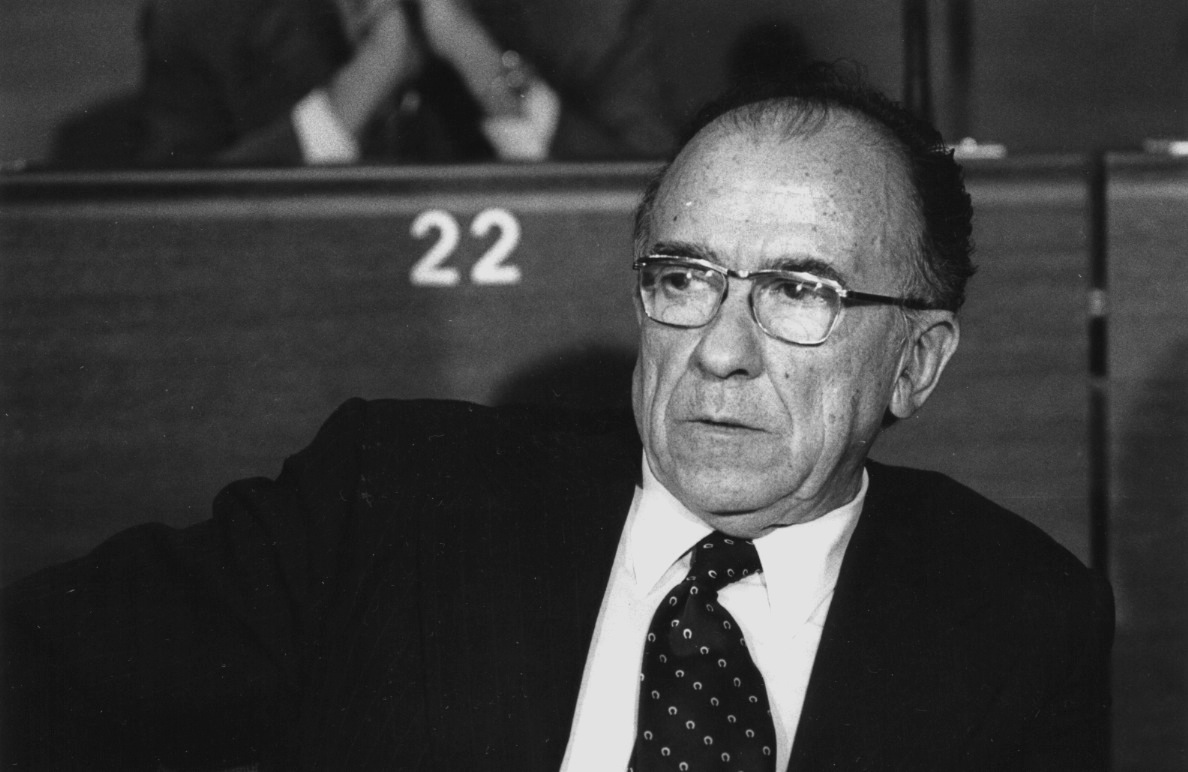
Santiago Carrillo, líder del PCE fue objeto de los más duros ataques por parte del PCE (m-l).

Durante su larga época de clandestinidad, el PCE (m-l) impuso una férrea disciplina y alto nivel de exigencia a sus militantes. Pocos de ellos estaban «liberados», esto es, a sueldo del partido. Pero los comités de dirección debían estar formados por afiliados con completa dedicación a la causa. Ello implicaba dejar en segundo plano la vida personal y, a medio plazo, solía ocasionar la retirada de la vida política debido al cansancio. El partido se caracterizaba por su sectarismo, que no solo le llevaba a acusar al PCE de «social-fascista» y a CCOO de «amarillo», sino que le impedía colaborar con partidos próximos ideológicamente. Así, la ORT era «jesuita», el PTE era «trotsko-revisionista» y los miembros del MC no eran sino «aventureros antipartido». Esa característica se extendía al interior del partido, poco respetuoso con las discrepancias internas hasta el extremo de llegar a agredir a varios disidentes e intentar asesinar a otro. El hermetismo del partido se traduce en la existencia de escasas fuentes documentales que permitan estudiar su evolución, a diferencia de otros partidos contemporáneos de similar importancia.
Durante toda la Transición, el partido defendió el uso de la violencia. A pesar de calificar a ETA como representante de un «radicalismo pequeño-burgués», nunca rechazó los atentados perpetrados por la organización terrorista vasca. Aunque las acciones del FRAP estuvieron caracterizadas por la improvisación, debido a la falta de medios materiales y experiencia, tuvieron un fuerte efecto sobre el régimen de Franco en un momento delicado para este, y le obligaron a aumentar la represión, lo que desacreditó los intentos aperturistas del presidente Arias Navarro. En cuanto a las manifestaciones republicanas enarbolando la bandera tricolor, solo llegaron a congregar a unos pocos miles de personas pese a las declaraciones de la Convención Republicana de los Pueblos de España que recalcaban el gran apoyo del republicanismo.